# Sam Feldt
Sammy Renders (sinh ngày 1 tháng 4 năm 1993), được biết đến với nghệ danh Sam Feldt, là một DJ, nhà sản xuất âm nhạc người Hà Lan, có trụ sở tại Amsterdam, Hà Lan.

## Sự nghiệp
Năm 2015, anh phát hành bản phối lại của ca khúc "Show Me Love" của Robin S. Ca khúc này được Spinnin' Records và Polydor phát hành. Nó đã trở thành hit ngay lập tức, đạt vị trí thứ 4 trên bảng xếp hạng đĩa đơn của Anh và đạt vị trí thứ 21 trên Top 40 của Hà Lan. Tại Úc, "Show Me Love" đã đạt được chứng nhận vàng. Ở Bỉ, ca khúc của Feldt đạt vị trí 15 và 13 trên bảng xếp hạng Dance / Electronic Sóng của Billboard. Năm 2016, Sam Feldt phát hành bài hát "Summer on You" cùng với Lucas & Steve. Sau khi đạt được vị trí số 4 trong Top 40 của Hà Lan, nó đã trở thành ca khúc được chơi phát nhiều nhất trên đài phát thanh Hà Lan vào tháng 9 và tháng 10 năm 2016. Ngay sau khi phát hành "Summer on You" được trao giải thưởng Bạch kim tại Hà Lan,   Feldt đã được xếp vào danh sách 100 DJ hàng đầu thế giới của DJ Magazine vào năm 2016 ở vị trí 87.
Billboard gọi Feldt là "siêu sao nhạc điện tử", và việc anh phối lại "Show Me Love" như "Anne tái hiện lại giai điệu nổi tiếng, trong khi Feldt vang lên bản gốc với phong cách deep house". Đĩa đơn "The Devil's Tears" (Sam Feldt Edit) là một trong 10 bài hát được nhiều người biết đến nhất trên Spotify.

## Sự kiện
| Tháng | Ngày | Sự kiện                                                      | Địa điểm            |
| ----- | ---- | ------------------------------------------------------------ | ------------------- |
| 9     | 17   | Ravolution Music Festival 2017 - Chapter: Lost In Ravolution | Hanoi City, Vietnam |

## Danh sách đĩa nhạc

### Đĩa đơn mở rộng (EP)
| Tiêu đề      | Chi tiết                                                                               | Danh sách bài hát |
| ------------ | -------------------------------------------------------------------------------------- | --- |
| Been a While | - Phát hành: 4 tháng 3 năm 2016 - Nhãn đĩa: Spinnin' Deep - Định dạng: Tải kỹ thuật số | \| STT \| Nhan đề \| Thời lượng \| \| --- \| ------------------------------------------------- \| ---------- \| \| 1. \| "Been a While" \| 2:43 \| \| 2. \| "Feels Like Home" (với Dante Klein kết hợp Milow) \| 3:10 \| \| 3. \| "All the Kids" (với Lulleaux) \| 3:11 \| \| 4. \| "We Don't Walk We Fly" (kết hợp Bright Sparks) \| 3:49 \| \| 5. \| "Hungry Eyes" (kết hợp Meleka) \| 3:43 \| \| 6. \| "Forgiveness" (kết hợp Joe Cleere) \| 3:40 \| |
| STT          | Nhan đề                                                                                | Thời lượng |
| 1.           | "Been a While"                                                                         | 2:43 |
| 2.           | "Feels Like Home" (với Dante Klein kết hợp Milow)                                      | 3:10 |
| 3.           | "All the Kids" (với Lulleaux)                                                          | 3:11 |
| 4.           | "We Don't Walk We Fly" (kết hợp Bright Sparks)                                         | 3:49 |
| 5.           | "Hungry Eyes" (kết hợp Meleka)                                                         | 3:43 |
| 6.           | "Forgiveness" (kết hợp Joe Cleere)                                                     | 3:40 |

### Đĩa đơn
| Tiêu đề                                                               | Năm  | Vị trí cao nhất | Vị trí cao nhất | Vị trí cao nhất | Vị trí cao nhất | Vị trí cao nhất | Vị trí cao nhất | Vị trí cao nhất | Vị trí cao nhất | Vị trí cao nhất | Vị trí cao nhất | Chứng nhận                            | Album        |
| Tiêu đề                                                               | Năm  | NLD             | AUS             | AUT             | BEL             | DEN             | FRA             | GER             | SWE             | SWI             | UK              | Chứng nhận                            | Album        |
| --------------------------------------------------------------------- | ---- | --------------- | --------------- | --------------- | --------------- | --------------- | --------------- | --------------- | --------------- | --------------- | --------------- | ------------------------------------- | ------------ |
| "Bloesem" (với De Hofnar)                                             | 2014 | —               | —               | —               | —               | —               | —               | —               | —               | —               | —               |                                       | —            |
| "Hot Skin" (với Kav Verhouser)                                        | 2014 | —               | —               | —               | —               | —               | —               | —               | —               | —               | —               |                                       | —            |
| "Show Me Love" (kết hợp Kimberly Anne)                                | 2015 | 15              | 19              | 30              | 11              | 39              | 82              | 39              | 50              | 38              | 4               | - ARIA: Gold - BPI: Gold - BVMI: Gold | —            |
| "Midnight Hearts" (with The Him featuring Angi3)                      | 2015 | —               | —               | —               | —               | —               | —               | —               | —               | —               | —               |                                       | —            |
| "Drive You Home" (với The Him kết hợp The Donnies The Amys)           | 2015 | —               | —               | —               | —               | —               | —               | —               | —               | —               | —               |                                       | —            |
| "Been a While"                                                        | 2016 | —               | —               | —               | —               | —               | —               | —               | —               | —               | —               |                                       | Been a While |
| "Shadows of Love" (kết hợp Heidi Rojas)                               | 2016 | —               | —               | —               | —               | —               | —               | —               | —               | —               | —               |                                       | —            |
| "Summer on You" (với Lucas & Steve kết hợp Wulf)                      | 2016 | 4               | —               | —               | —               | —               | —               | —               | 93              | —               | —               |                                       | —            |
| "Runaways" (với Deepend kết hợp Temeu)                                | 2016 | —               | —               | —               | —               | —               | —               | —               | 89              | —               | —               |                                       | —            |
| "What About the Love"                                                 | 2016 | —               | —               | —               | —               | —               | —               | —               | —               | —               | —               |                                       | —            |
| "Open Your Eyes"" (với Hook n Sling)                                  | 2017 | —               | —               | —               | —               | —               | —               | —               | —               | —               | —               |                                       | —            |
| "Fade Away" (với Lush & Simon kết hợp Inna)                           | 2017 | —               | —               | —               | —               | —               | —               | —               | —               | —               | —               |                                       | —            |
| "—" có nghĩa là không được xếp hạng hoặc không phát hành tại khu vưc. |      |                 |                 |                 |                 |                 |                 |                 |                 |                 |                 |                                       |              |